# Silene otodonta
Silene otodonta är en nejlikväxtart som beskrevs av Adrien René Franchet. Silene otodonta ingår i släktet glimmar, och familjen nejlikväxter. Inga underarter finns listade i Catalogue of Life.